# توماس فلیکس روزنبام
توماس فلیکس روزنبام (انگلیسی: Thomas Felix Rosenbaum؛ زادهٔ ۲۰ فوریهٔ ۱۹۵۵) فیزیک‌دان و دانشمند اهل ایالات متحده آمریکا و رئیس کنونی مؤسسه فناوری کالیفرنیا (کلتک) است.